# عبد الكريم الفكون
عبد الكريم بن محمد بن عبد الكريم بن الفكون القسنطيني (1586م – 1659م) فقيه، وأديب، ومتصوف، ومن أبرز أعلام الجزائر في العصر العثماني. يُعرف بكونه أحد أبرز المدافعين عن الفكر السني المالكي، كما يعد من الشخصيات التي لعبت دورًا مهمًا في الحياة الدينية والثقافية في قسنطينة خلال القرن السابع عشر.

## النسب والنشأة
ولد عبد الكريم بن الفكون سنة 1586م في مدينة قسنطينة، إحدى أهم حواضر العلم والثقافة في الجزائر. ينتمي إلى أسرة علمية عريقة، فوالده الشيخ محمد بن عبد الكريم الفكون كان عالمًا وفقيهًا معروفًا في عصره، وقد نشأ عبد الكريم في وسط علمي محافظ، وتربى على تعاليم الفقه المالكي، والتصوف السني، واللغة العربية.

## التعليم والتكوين العلمي
تلقى ابن الفكون تعليمه الأولي في الكُتّاب، ثم في المساجد والزوايا، حيث حفظ القرآن الكريم ودرس العلوم الشرعية واللغوية. تتلمذ على يد عدد من العلماء في قسنطينة والعاصمة الجزائر، واشتُهر بتضلعه في:
الفقه المالكي
الحديث الشريف
أصول الفقه
علوم اللغة والأدب
علم الكلام والتصوف السني
كما قام برحلات علمية إلى مدن جزائرية أخرى طلبًا للعلم، ويُحتمل أنه تتلمذ على بعض علماء الأندلسيين الذين استقروا في الجزائر بعد سقوط غرناطة، فتأثر بثقافتهم الأدبية والفكرية.

## نشاطه العلمي والدعوي
شغل عبد الكريم بن الفكون مناصب تعليمية وقضائية، وكان له تأثير واسع في الحياة الثقافية والدينية في قسنطينة. ومن أبرز مواقفه:
الدفاع عن العقيدة الأشعرية والمذهب المالكي في مواجهة التيارات الدخيلة أو الغالية.
نقد المتصوفة المنحرفين الذين ابتدعوا في الدين، رغم كونه نفسه متصوفًا ملتزمًا بالسنة.
الدعوة إلى الاعتدال في التصوف، والتمسك بالعلم الشرعي.
التصدي للبدع والخرافات المنتشرة بين العوام، خصوصًا في الزوايا غير المنضبطة.

## مؤلفاته
أشهر ما تركه ابن الفكون هو كتابه المشهور:
"رسالة التعريف بمن دخل تحت طائلة التعريف"
وهو كتاب تراجم أدبية فقهية، جمع فيه سير عدد من العلماء والمتصوفة والأعيان المعاصرين له، لكنه استخدم أسلوبًا ناقدًا وساخرًا أحيانًا، خصوصًا في نقده للمتصوفة المدّعين للكرامات من غير علم.
يُعد هذا الكتاب وثيقة تاريخية وأدبية مهمة، تكشف عن الحياة الثقافية والاجتماعية والدينية في الجزائر خلال العهد العثماني، ويظهر فيه تمكن ابن الفكون من فنون البلاغة والسخرية والفكر النقدي.

## وفاته
توفي عبد الكريم بن الفكون سنة 1659م بمدينة قسنطينة، تاركًا وراءه إرثًا علميًا وأدبيًا وفكريًا يُعتبر من أبرز ما كُتب في الجزائر في العهد العثماني.

## إرثه وأهميته
يُعد ابن الفكون من أعلام الجزائر الذين جَمعوا بين العلم الشرعي والتصوف المعتدل والأدب الرفيع، وكان صوته ناقدًا ومصلحًا في وقت انتشرت فيه البدع والجهل.
ترك تأثيرًا واضحًا على من جاء بعده، ويُعد رائدًا مبكرًا في نقد التصوف الشعبي، بأسلوب علمي وأدبي راقٍ، مما يجعله من الشخصيات الجديرة بالاهتمام والدراسة في سياق تطور الفكر الإصلاحي في الجزائر.